# De Olijftak
De Olijftak (Le Rameau d'Olivier), est une des chambres de rhétorique anversoises, fusionnée vers 1660 avec De Violieren (La Giroflée).  Sa devise était Ecce gratia (« Voici la grâce »).  Elle était aussi connue comme la chambre du Saint-Esprit

## Bref historique
Si, à Anvers, De Violieren servait avant tout comme chambre littéraire à la guilde de Saint-Luc, et si l'autre chambre concurrente De Goudbloem recrutait parmi la bonne bourgeoisie urbaine, voire l'aristocratie, l'Olijftak était surtout la chambre des bourgeois marchands et négociants.

### Des origines jusqu'à l'époque de la république calviniste d'Anvers

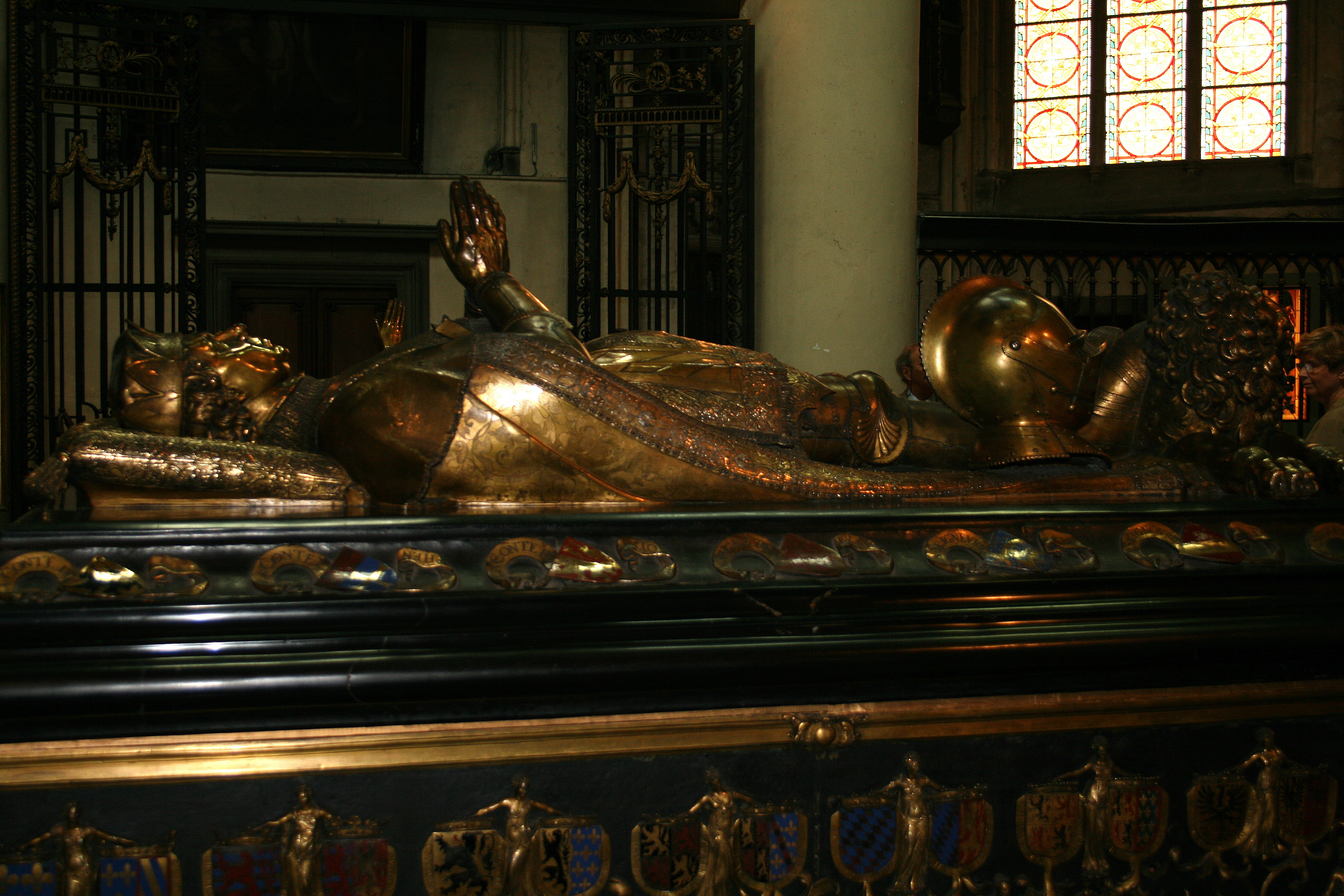
Mausolée de Charles le Téméraire (église Notre-Dame à Bruges), du dinandier Jacob ou Jacques Jonghelinck. Vers l'époque où il réalisa ce monument (1558-1562), le sculpteur était « Prince » de la chambre De Olijftak.

Selon des sources tardives, la chambre, dont le nom le plus ancien aurait été De Ongeachte (La Dédaignée), serait fondée en 1510 par un groupe de jeunes hommes, dirigé par Joris van Formanteel,.
En 1515, cette chambre prit part au landjuweel de Malines sous le nom de De Olijftak.  Elle participa aux concours du landjuweel à Diest en 1521, à Bruxelles en 1532, de nouveau à Malines en 1535, encore une fois à Diest en 1541, et, finalement, en 1561 - alors que le futur sculpteur Jacques Jonghelinck occupait la fonction de « Prince » de la chambre - au dernier concours du cycle à Anvers, organisé par la chambre concurrente De Violieren,.  En outre, la chambre était présente au concours organisé par De Corenbloem (Le Bleuet) à Bruxelles en 1565 (où elle remporta le premier prix),,.
Au début de 1545, Peter Scudematte ou Schuddematte, un enseignant originaire d'Audenarde, membre des Violieren, écrivit pour le compte de l'Olijftak la moralité De Babel van Vilvoorden (La Babel de Vilvorde).  Ce rhétoricien sera accusé par le bailli d'Anvers d'avoir écrit une ballade sur l'hypocrisie des frères mineurs.  En outre, il avait collaboré à une traduction néerlandaise de la Bible.  De surcroît, il aurait fait copier ses élèves des refrains hérétiques.  Condamné à mort par la Vierschaar - l'auditoire criminel - d'Anvers, il fut exécuté, le 26 mai 1547, sur la Grand-Place après deux ans d'emprisonnement
La chambre De Olijftak, pour avoir pu remporter autant de prix au concours mentionné plus haut, qui avait eu lieu en 1565 et qui avait été organisé par la chambre bruxelloise De Corenbloem, s'était considérablement endettée, de sorte qu'elle se vit obligée de s'adresser, la même année, au magistrat de la ville d'Anvers pour que celle-ci intervînt dans les frais.  Comme les deux autres chambres anversoises, représentées le 26 février 1582 lors de l'entrée solennelle à Anvers de François de Valois, duc d'Alençon, en sa qualité de duc de Brabant et margrave du Saint-Empire romain germanique, la chambre De Olijftak avait monté une estrade sur le Meir où fut évoquée assise la figure allégorique de la pucelle de la ville ; elle sera reproduite, plus tard la même année, dans le livre de la Joyeuse Entrée, imprimé par Christophe Plantin.  En 1984, un membre de la chambre, Jan Moerman, publia une œuvre poétique, illustrée de plusieurs gravures sur cuivre, chez Geerardt de Jode à Anvers.

### De la reprise des activités sous Albert et Isabelle jusqu'à la fusion avec lesViolieren

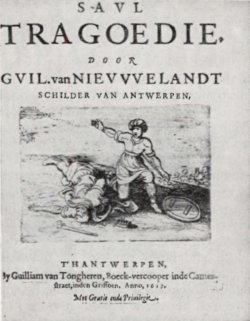
Page de titre de Savl, tragédie de Guilliam van Nieuwelandt, représentée en 1616 par De Olijftak et publiée à Anvers en 1617.

La trêve de Douze Ans fut propice à la reprise des activités des chambres de rhétorique.  Pendant la Trêve, la chambre participa au concours organisé par Het Wit Lavendel (La Lavande blanche) à Amsterdam en 1613, ainsi qu'au concours organisé par une autre chambre des Provinces-Unies : les Wijngaertrancken (Les Sarments de Vigne) de Haarlem en 1613.  Le 24 septembre 1615, De Olijftak tint une réunion pour élire une nouvelle direction parmi ses 76 membres.  En 1620, elle prit part à la compétition à Malines,.
En 1616, la chambre joua la tragédie Savl (Saül) de Guilliam van Nieuwelandt ; d'autres pièces du même auteur suivirent,.  En 1618, De Olijftak reçut de nouveaux statuts.  À cette époque, seuls les membres de l'Olijftak maintinrent la dispense de service dans les milices bourgeoises, un privilège confirmé par les archiducs Albert et Isabelle en 1616.  De Olijftak se réunissait au premier étage d'une maison bourgeoise, mais les représentations de la chambre étaient rares, faute de scène de théâtre.  Entre 1615 et 1619, on autorisa la chambre à jouer devant le magistrat dans la chambre des États, la plus grande salle de l'hôtel de ville.  À cette époque, les chambres de rhétorique des Pays-Bas espagnols s'adressaient à un public choisi, élitaire ; on allait jusqu'à payer un officier pour surveiller la porte pendant les représentations afin d'éviter les visiteurs non désirés.  Ce ne fut que vers 1632 que l'on ouvrit les portes aux non membres.
En 1629, la chambre joua Den lof van Poësis (L'Éloge de la poésie), une pièce versifiée par son facteur ou poète en titre Joan Ysermans.  On possède très peu de données sur les activités de la chambre après 1629.  En 1644, les « amateurs d'art de la chambre de rhétorique du Saint-Esprit, appelée Rameau d'Olivier », introduisirent une requête par laquelle ils souhaitaient, à l'instar des Violieren, obtenir l'autorisation de demander un droit d'entrée (Archives de la Ville d'Anvers, PK 746, 170R).  Dans une contre-requête, rédigée en réaction à celle de l'Olijftak, les chambres des Violieren et du Goudbloem (Le Souci) insinuaient que les suppliants avaient abusé du nom De Olijftak (PK 746, 172v).  Quoi qu'il en soit, la chambre De Violieren acheta, en 1646, les costumes de scène de l'Olijftak.  En 1660, la chambre fut fusionnée avec De Violieren, qui portait désormais le nom De Olijftak.

Pour l'histoire de l'Olijftak à partir de 1660, voir : 

### Quelques membres
- Osias Beert (vers 1580-1623)
- Geeraerd van den Brande ( ? - avant 1653)
- Roeland van Engelen ( ? (XVIIe siècle) - ? )
- Jan David Heemssen (1581 - 1644)
- Jacob Jonghelinck (1530-1606)
- Jan Moerman (1556 - 1621)
- Guilliam van Nieuwelandt (1584 - 1635)
- Johannes Nolet de Brauwere van Steeland (1815 - 1888)
- Willem Ogier (1618 - 1689)
- Jan Poortier ( ? (XVIe siècle) - ? )
- Peter Schuddemate ( ? - 1547)
- Balthasar Wils (1657 - 1698)
- Cornelis Wils (1659 - ?)
- Joan Ysermans (1590- après 1629)

### Sources
- (nl) Bruaene (van), Anne-Laure.  Le répertoire numérique des chambres de rhétorique des Pays-Bas méridionaux et de la principauté de Liège (1400-1650).
- (nl) Bruaene (van), Anne-Laure.  Om beters wille: rederijkerskamers en de stedelijke cultuur in de Zuidelijke Nederlanden 1400-1650, Amsterdam, Amsterdam University Press, 2008, p. 137-139, 181.
- (nl) Marnef, Guido.  « Rederijkers en religieuze vernieuwing te Antwerpen in de tweede helft van de zestiende eeuw », Conformisten en rebellen: rederijkerscultuur in de Nederlanden (1400-1650) (réd. Bart A. M. Ramakers), Amsterdam, Amsterdam University Press, 2003, p. 176.
- (nl) Meeus, Hubert.  Antwerpse rederijkers op zoek naar een nieuwe rol, dans : Ramakers, Bart A. M. (éd.), Conformisten en rebellen: rederijkerscultuur in de Nederlanden (1400-1650), Amsterdam, Amsterdam University Press, 2003, p. 129, 131, 133, 134.
- (nl) Straelen (van der), Jan Baptist.  Geschiedenis der Antwerpsche rederykkamers. Geschiedenis der rhetorykkamer van den H. Geest, genaemd Den Olyftak, onder de zinspreuk : Ecce Gratia, te Antwerpen, Anvers, Impr. Buschmann, 1863, p. 5, 10, 33.